# Sodibanga
Sodibanga ou So-Dibanga est un village de la région du Centre du Cameroun. Il est localisé dans l'arrondissement (commune) de Messondo.

## Population et société
En 1962, la population de Sodibanga était de 364 habitants. Sodibanga comptait 248 habitants lors du dernier recensement de 2005. La population est constituée pour l’essentiel de Bassa.

## Personnalités liées à Sodibanga
- Félix Tonye Mbog (1934-2022), homme politique et plusieurs fois ministre, est né à Sodibanga[2].